# (4091) Lowe
(4091) Lowe es un asteroide perteneciente al cinturón de asteroides, descubierto el 7 de octubre de 1986 por Edward Bowell desde la Estación Anderson Mesa (condado de Coconino, cerca de Flagstaff, Arizona, Estados Unidos).

## Designación y nombre
Designado provisionalmente como 1986 TL2. Fue nombrado Lowe en honor al geofísico y astrónomo aficionado canadiense Andrew Lowe.